# La Création des étoiles et des plantes (Michel-Ange)
La Création des étoiles et des plantes ou encore La Création du soleil, de la lune et des plantes (280 × 570 cm) est l'une des neuf scènes du livre de la Genèse réalisées par Michel-Ange à la fresque sur le plafond de la chapelle Sixtine, au Vatican, datable de 1511-1512.

## Histoire
Pour peindre la voûte, Michel-Ange commence par les travées près de la porte d'entrée utilisée lors des entrées solennelles du pontife et de son entourage, pour terminer par la travée au-dessus de l'autel. Les fresques sont exécutées en deux temps, séparées à la hauteur de la clôture qui existait à l'origine, plus ou moins au-dessus de la Création d'Ève. Cela est nécessaire car les échafaudages ne couvrent que la moitié de la chapelle et doivent être démontés et remontés de l'autre côté entre chacune des phases. La Création des étoiles et des plantes (Genèse 1,11-19) fait donc partie du deuxième bloc. Dans ces scènes, les figures sont devenues plus grandes et plus monumentales, avec une composition plus concise et des gestes plus essentiels et péremptoires.
La scène est peinte en sept « jours » de fresque, à partir du coin supérieur droit. Les dessins des cartons sont rapportés par la technique de gravure directe, tandis que les disques du soleil et de la lune sont dessinés directement sur le plâtre avec un compas .

## Description et style

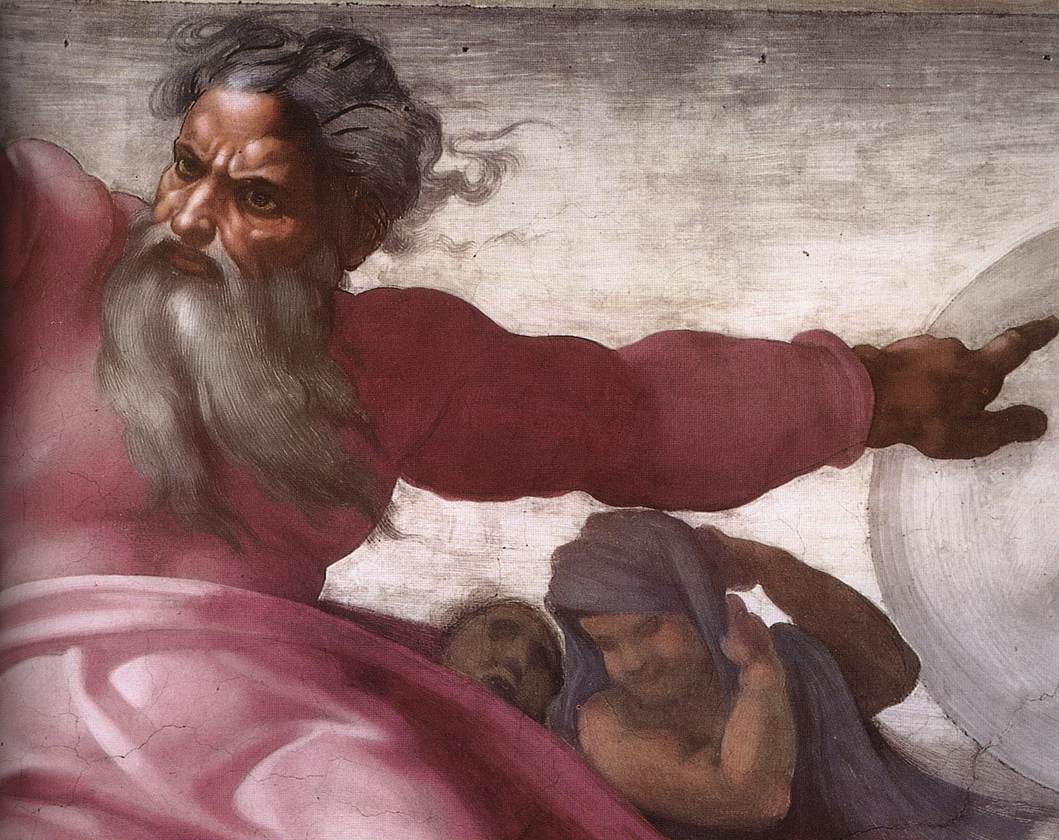
Détail.

L'œuvre est la deuxième scène de la séquence chronologique du plafond, représentant le troisième et le quatrième jour du récit de la Création sur le même panneau,, avec la La Séparation de la lumière et des ténèbres et La Séparation des terres et des eaux. L'ordre séquentiel du texte biblique verrait La Séparation des terres et des eaux comme la deuxième histoire, se déroulant le deuxième jour, mais un panneau plus grand est réservé à La Création des étoiles et des plantes (troisième et quatrième jour de la création), rompant ainsi la séquence « historique ».
Sur fond de ciel lumineux, Michel-Ange représente deux scènes consécutives de la Création d'une grande essentialité. Dieu est représenté deux fois tandis qu'avec la « terribilité » typique de Michel-Ange, il crée les étoiles, ouvrant les bras d'un geste péremptoire, pointant vers le Soleil de sa main droite et vers la Lune de sa main gauche (à droite), et en donnant vie aux plantes sur Terre en tendant le bras vers un buisson faisant allusion au monde végétal (à gauche). L'Éternel est attrapé par un vent impétueux qui gonfle sa draperie et ébouriffe ses cheveux et sa barbe, symbole de la puissance génératrice divine. Les deux images sont étroitement complémentaires et fortement dynamiques et puissantes, alternant en « inverse », une fois de face et une fois de dos. Les deux moitiés ne sont pas exactement symétriques, avec une prépondérance pour la scène de droite, dans laquelle Dieu flotte enveloppé dans un manteau soufflé par un vent vigoureux, dans lequel il y a une petite mais importante cour angélique (identifiée par certains comme une allusion aux quatre éléments). Si de ce côté il semble se déplacer impétueusement vers le spectateur, à gauche il s'éloigne un court instant, fesses dénudées.
La palette de couleurs se joue sur les nuances de violet de la robe du Créateur, communes aux trois histoires de la Création du Monde, et sur les couleurs froides du gris et du bleu très clair, à la seule exception du soleil intense dans le centre, représenté comme un disque d'or, tandis que la lune a la forme d'une sphère nacrée. Le violet était la couleur des vêtements sacerdotaux pendant le Carême et l' Avent, deux des offices les plus importants célébrés par la cour papale dans la chapelle.
Les contrastes de lumière et d'ombre sont forts et accentués, avec une tension dynamique qui découle du double effet « instantané » de l'image. Parmi les avantages d'une double représentation dans une même scène, outre des raisons philosophiques et de composition, il y a aussi celui de suggérer une vue multiple typique de la sculpture.

## Restauration

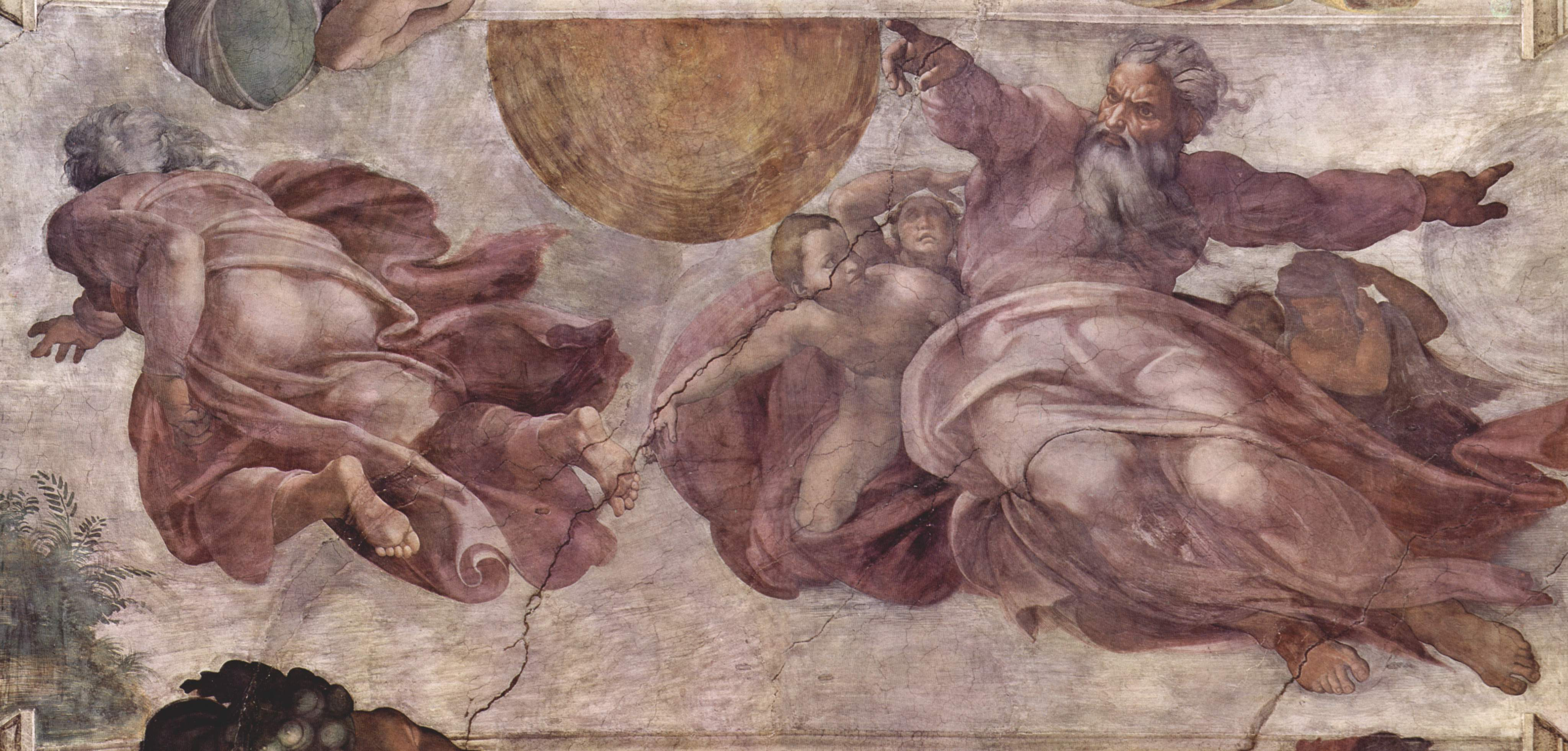
État avant la restauration des fresques de la chapelle Sixtine.

Avant la restauration, la fresque était fendue et noircie par des siècles de restauration incorrecte et d'exposition à la saleté et au noir de lampe des bougies. Le nettoyage a mis en lumière les couleurs éclatantes, au diapason des délicates variations chromatiques, notamment dans la draperie de la cape du Créateur. Elle a permis de redécouvrir à quel point même les ombres sont lumineuses grâce à la lumière intense qui frappe les protagonistes.

## Postérité
La Création du Soleil, de la Lune et des plantes figure sur les timbres-poste de la Cité du Vatican (émission de 1994) et de la République de l'Inde (émission de 1975).
La fresque fait partie du musée imaginaire de l'historien français Paul Veyne, qui le décrit dans son ouvrage justement intitulé Mon musée imaginaire.

## Images

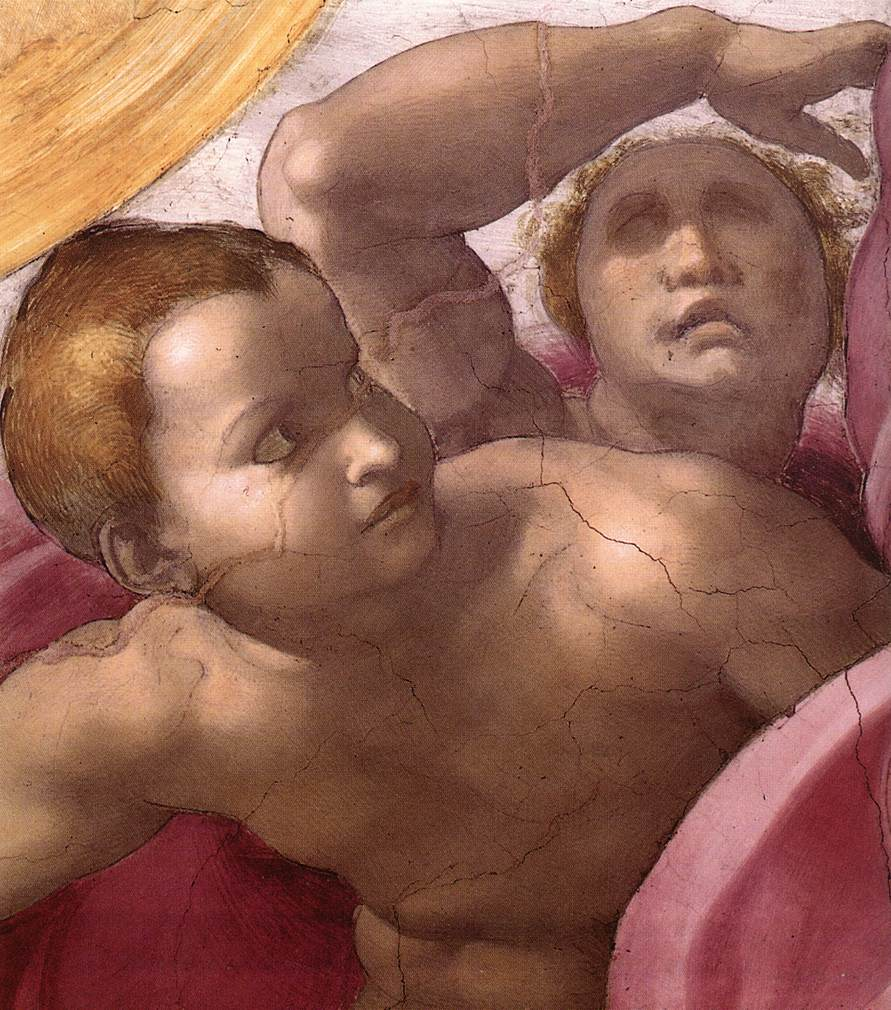
Détail.
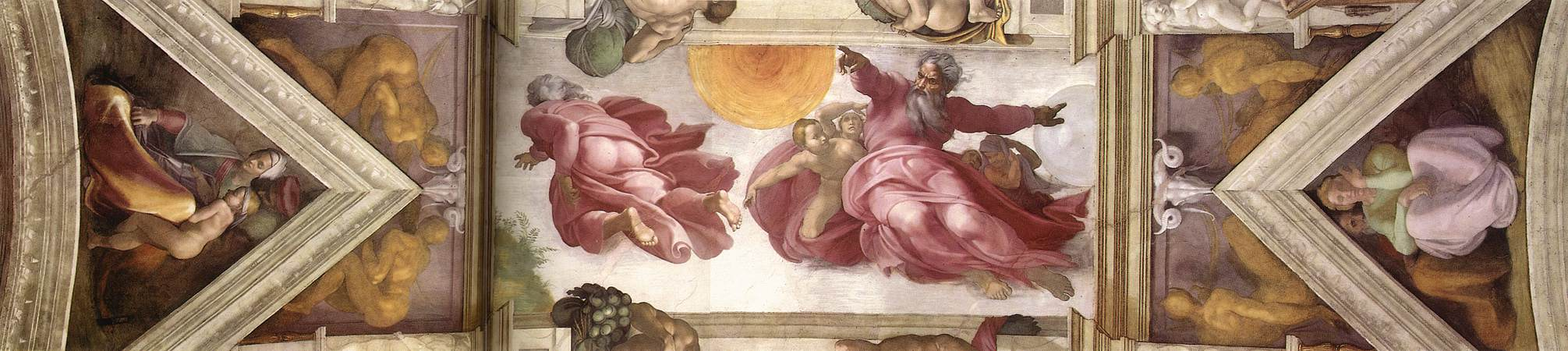
Huitième compartiment.
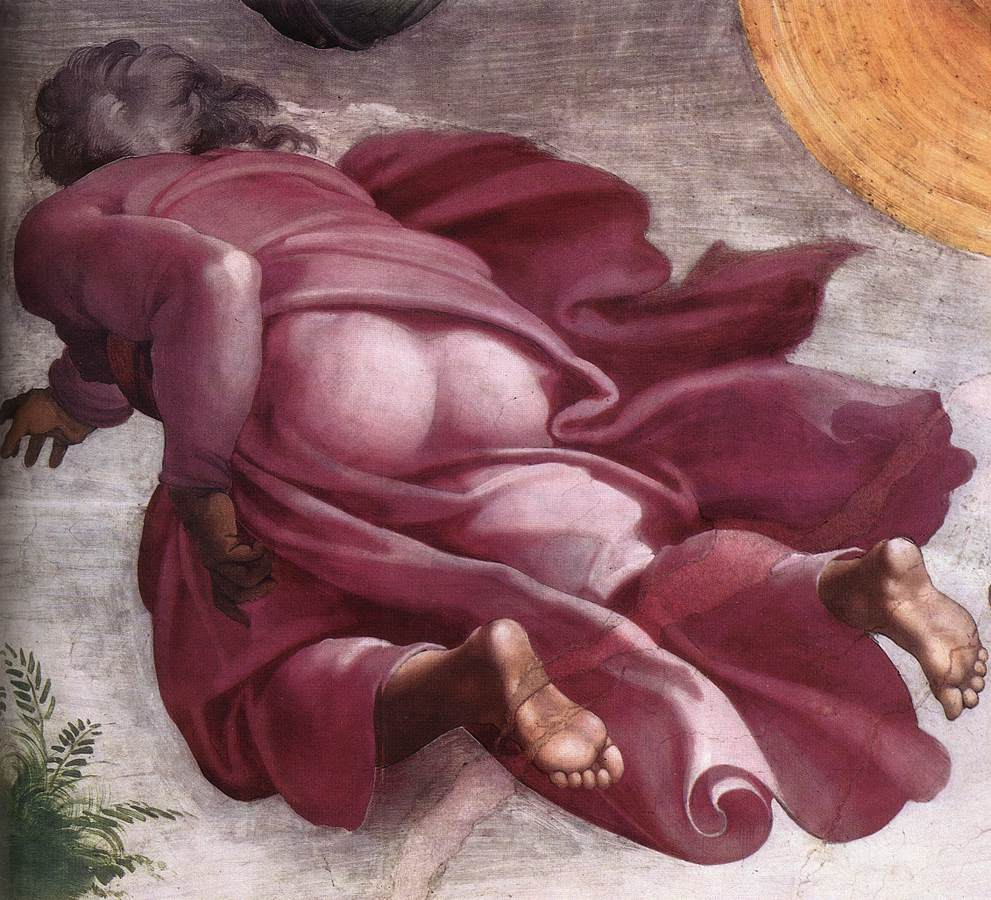
Détail.